# Crimes
Crimes är ett album av The Blood Brothers, utgivet 24 oktober 2004 på skivbolaget V2 Records. Det producerades av John Goodmanson.

## Låtlista
Samtliga låtar skrivna av The Blood Brothers.
1. "Feed Me to the Forest" - 2:24
2. "Trash Flavored Trash" - 2:38
3. "Love Rhymes With Hideous Car Wreck" - 3:15
4. "Peacock Skeleton With Crooked Feathers" - 4:31
5. "Teen Heat" - 2:08
6. "Rats and Rats and Rats for Candy" - 3:52
7. "Crimes" - 4:00
8. "My First Kiss at the Public Execution" - 2:49
9. "Live at the Apocalypse Cabaret" - 3:12
10. "Beautiful Horses" - 1:47
11. "Wolf Party" - 3:28
12. "Celebrator" - 2:16
13. "Devastator" - 2:45